# HMAS Cecil Rhodes
HMAS Cecil Rhodes – zbudowany w Wielkiej Brytanii, południowoafrykański holownik używany także w Australii, w czasie I wojny światowej był używany jako trałowiec pomocniczy w Royal Australian Navy (RAN).

## Historia
Holownik ST „Cecil Rhodes” został zbudowany w angielskiej stoczni R&H Green w Londynie w 1894.  Statek mierzył 104 stopy długości, 21,2 stopy szerokości i miał 11,2 stóp zanurzenia (31,69 × 6,46 x 3,41 m), napęd stanowił silnik parowy o mocy 125 NHP (77 NHP według Gilletta). Pojemność brutto wynosiła 160 ton.
Początkowo holownik pracował w Port Elizabeth w Południowej Afryce, ale w 1908 został wystawiony na sprzedaż i został zakupiony przez port w Cairns. Około 11 listopada 1908 holownik wyruszył w drogę do Cairns, gdzie przybył na początku stycznia 1909.
W późniejszym czasie holownik przynajmniej dwukrotnie zmieniał właściciela, w 1930 zarejestrowany był w Sydney i należał do Sydney Harbour Trust, w 1935 jego właścicielem był Maritime Service Board of NSW.
W czasie I wojny światowej statek został zarekwirowany przez RAN, gdzie służył jako trałowiec pomocniczy i holownik. Brał udział między innymi w poszukiwaniu min postawionych przez niemiecki rajder SMS „Wolf”. Po wojnie został zwrócony właścicielowi, służył jeszcze w latach 40.